# Xylolaemus aeonii
Xylolaemus aeonii es una especie de coleóptero de la familia Zopheridae.

## Distribución geográfica
Habita en las islas Canarias (España).